# Arisarum vulgare
Arisarum vulgare Targ.Tozz. es una especie de planta fanerógama de la familia de las aráceas.

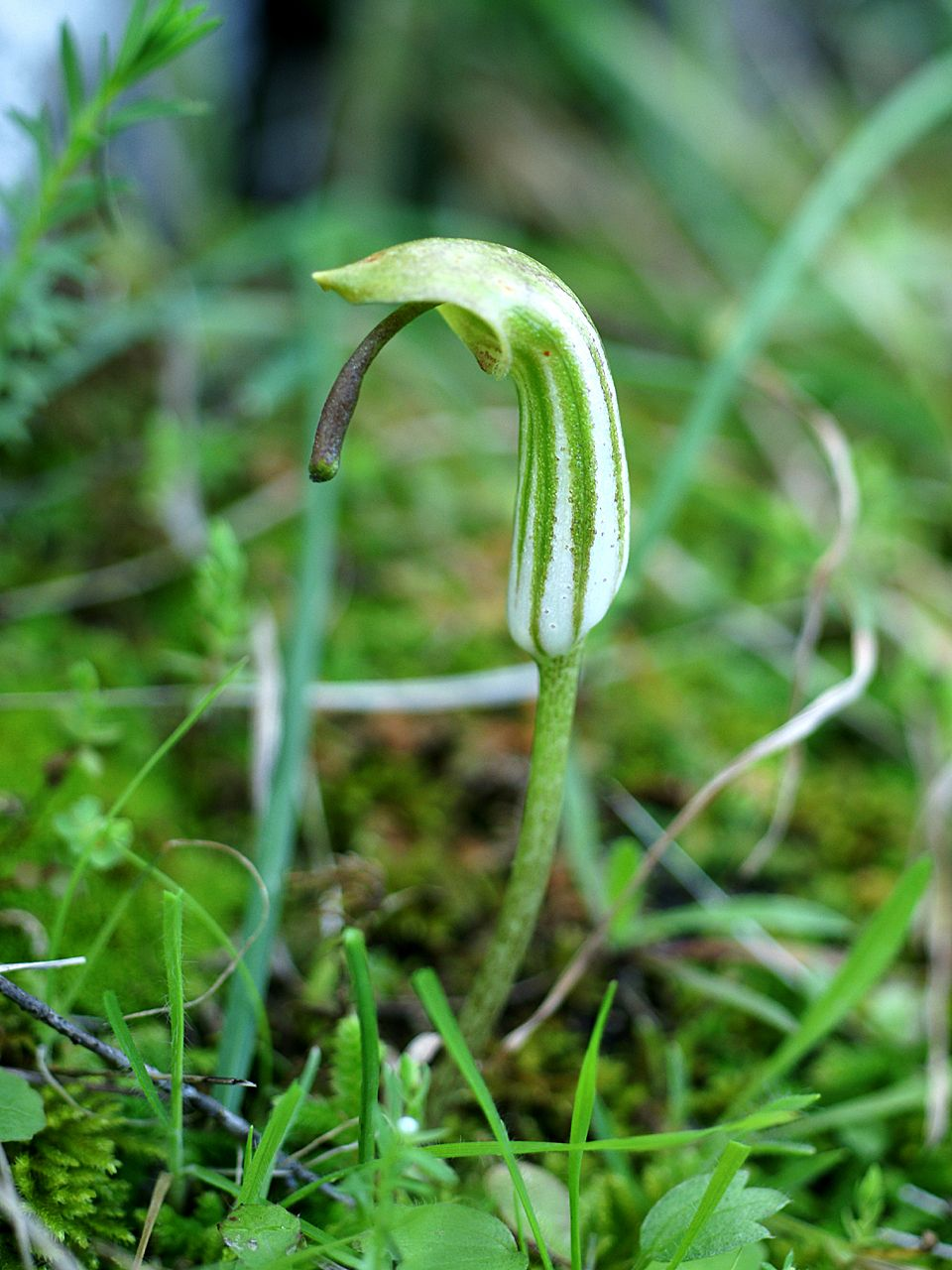
Espata

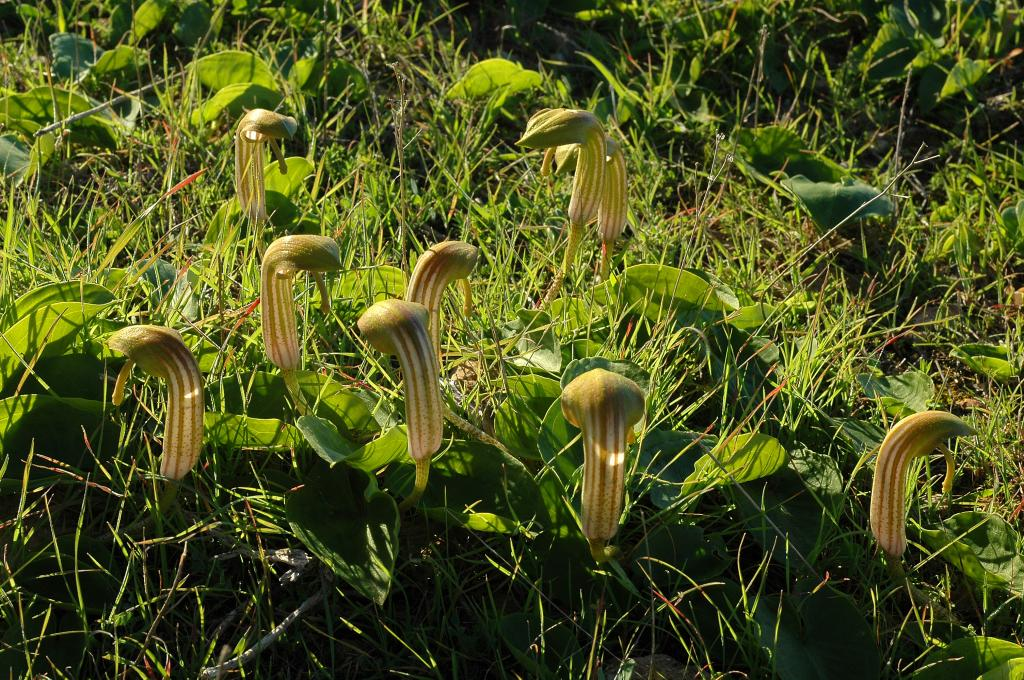
En su hábitat

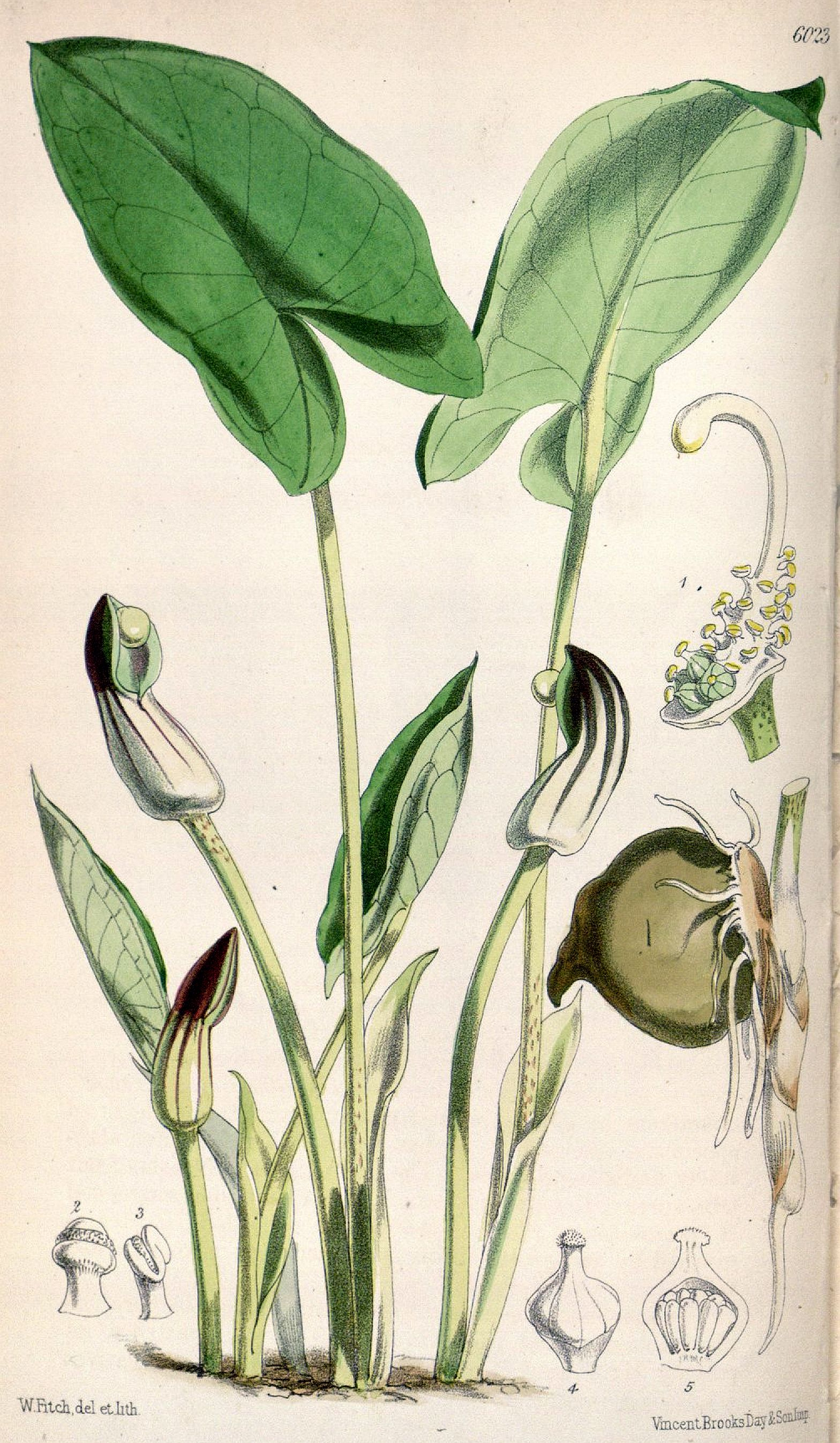
Ilustración

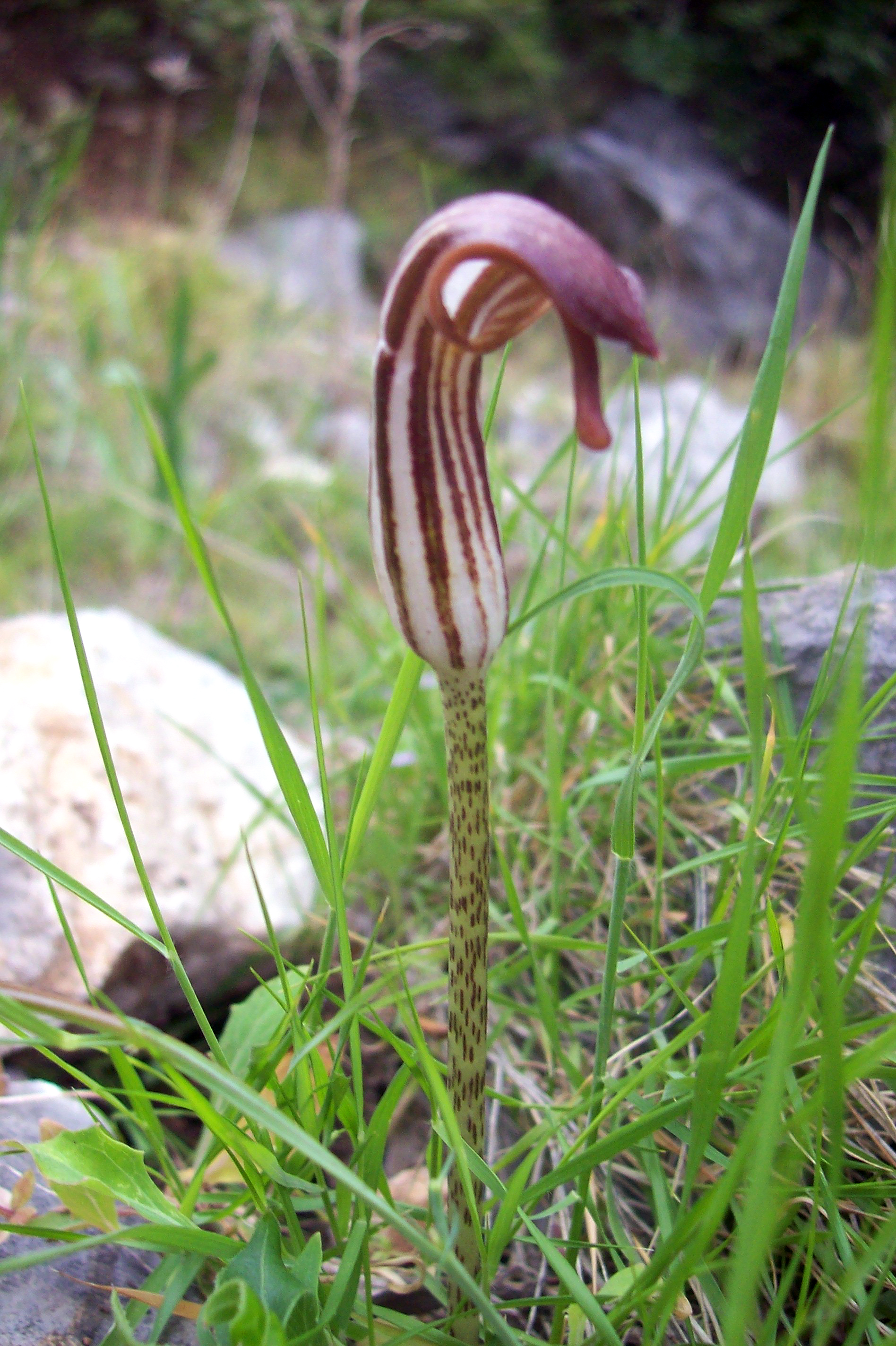
Vista de la planta

## Descripción general
Hierba vigorosa, originaria de Asia y Europa. Se distingue del Aro (Arum italicum) por la forma de las hojas y la inflorescencia. Tiene el escapo manchado, la espata es pequeña y cerrada en forma de capucha, como las demás especies del género Arisarum. Los frutos son verdosos y capsulares. 
Florece de diciembre a marzo.

## Hábitat
Podemos encontrarla en terrenos herbosos y pedregosos, garrigas y bosques, principalmente en lugares frescos, con independencia de la altura, desde el mar hasta las cimas más altas. Son corrientes en campos de almendros y algarrobos.

## Principios activos y usos medicinales
Las partes útiles son las hojas y el rizoma. Como componentes activos destacan féculas, saponina y otras sustancias todavía no bien determinadas.
Las principales propiedades son: laxante, diurética, expectorante, afrodisíaca, vulneraria, cicatrizante, bronquítica. El uso sería en forma de cataplasmas, combatiendo las heridas, llagas, tos, etc.
No es aconsejable hacer uso interno de esta planta, pues posee una alta toxicidad.

## Taxonomía
Arisarum vulgare fue descrita por Ottaviano Targioni Tozzetti y publicado en Annali del Museo Imperiale di Fisica e Storia Naturale di Firenze 2(2): 67. 1810.
Etimología
Arisarum: nombre genérico que deriva de "arista", por el espádice de la inflorescencia y "arum", la espata o vaina que protege la inflorescencia. 
vulgare: epíteto latino que significa "vulgar, común".
Sinonimia
Arisarum arisarum (L.) Huth 
- Arisarum australe Rich.
- Arisarum azoricum Schott
- Arisarum balansae Schott
- Arisarum crassifolium Schott
- Arisarum forbesii Schott
- Arisarum incurvatum Holmboe
- Arisarum jacquinii Schott
- Arisarum latifolium Bubani
- Arisarum latifolium Hill
- Arisarum libani Schott
- Arisarum serpentrium Raf.
- Arisarum sibthorpii Schott
- Arisarum subalpinum Kotschy ex Engl.
- Arisarum veslingii Schott
- Arum arisarum L.
- Arum arisarum Lour.
- Arum calyptrale Salisb.
- Arum incurvatum Lam.
- Arum libani Schott
- Balmisa vulgaris (Targ.Tozz.) Lag.
- Calyptrocoryne cochinchinensis (Blume) Schott
- Typhonium cochinchinense Blume[2]

## Nombres comunes
- Castellano: arisaro, arisaro pliniano, arísaro, candelillos de zorra, candil, candileja, candilejas, candilejos, candiles, candilicos, candilillo, candilillos con torcida, candilillos de fraile, candilillos de frayle, candilillos del diablo, candilillos de zorra, candilito, capuchinos, dragonera menor, dragoneta menor, dragontea, dragontea menor, dragontina, frailecillos, frailillos, frailillos anchos, fraylillos, jaro menor, jarrillo, mata del candil, rabiacana, rabicana, zomillo, zumillo[3]